# Sulawesi
Sulawesi (ranije se otok često nazivao Celebes) je indonezijski otok između Bornea i Nove Gvineje. Površina otoka je 189.216 km². Stanovništvo je koncentrirano na jugozapadu otoka oko Makassara (ranije Ujung Pandang) i na sjeveru oko Manadoa (jedini međunarodni aerodrom), Gorontala, Posoa, Palua i Luwuka.
Otok je vulkanskog porijekla, jako je razuđen i vrlo nepravilnog oblika. Oblikom podsjeća na orhideju ili hobotnicu. Od Celebeskog mora sjeverno od otoka i Makassara na zapadu Sulawesi se pruža do Javanskog mora. Sjeverni dio otoka presijeca ekvator, što za središnji brdoviti dio znači veliku količinu padalina tijekom cijele godine. Rezultat je vrlo bujna vegetacija s gustim kišnim šumama u kojima neka plemena još uvijek žive kulturom kamenog doba.
Stanovnici otoka, kojih je preko 19 milijuna prema popisu iz 2020., etnografski su vrlo raznorodni. Na jugozapadnom poluotoku žive Makassari i Bugiji (eng. Bugis), nekada zastrašujući gusari, a u središnjim planinskim područjima živi narod Toraja čiji su pogrebni običaji vrlo zanimljivi turistima. Na sjevernom dijelu otoka, oko grada Manado, živi narod Minahasa, koji su kršćani, za razliku od inače većinski muslimanske Indonezije. Stoga oni predstavljaju kulturni most s Filipinima. Osim navedenih, kao i svuda u Indoneziji i na Sulawesiju žive manjine hindusa, budista i animista.
Sulawesi je islamiziran tek oko 1630. Negdje u isto vrijeme na otok su došli i misionari.
Nakon gradnje od gotovo 50 godina otokom se proteže od glavnog grada Makassara na jugu do Manada na sjeveru oko 2.000 km dugačak Sulawesi autoput.
Na ovom velikom otoku, kao i na čitavom nizu manjih oko njega postoji veliki broj vrlo raznovrsne turistički zanimljive ponude. Od tura kišnim šumama, preko neobičnih običaja autohtonih plemena do netaknutog svijeta koraljnih grebena, raja za ronioce.

### Provincije
Otok je podijeljen na šest upravnih područja:
- Sulawesi Barat (zapadni dio, na karti oker)
- Sulawesi Selatan (južni dio, na karti ružičasto)
- Sulawesi Tenggara (jugoistočni dio, na karti smeđe)
- Sulawesi Tengah (srednji dio, na karti žuto)
- Sulawesi Utara (sjeverni dio, na karti zeleno)
- Gorontalo (sjeverni dio, na karti plavo)